# Joshua Lederberg
Joshua Lederberg (Montclair, 23 de maio de 1925 — Nova Iorque, 2 de fevereiro de 2008) foi um médico estadunidense, especializado em biologia molecular.
Foi agraciado com o Nobel de Fisiologia ou Medicina de 1958, pelo seu trabalho em recombinação genética e em genética bacteriana. Foi professor na Rockefeller University e membro da Pontifícia Academia das Ciências desde 1996. Criou o termo astrobiologia.

## Genética bacteriana
Joshua Lederberg começou os estudos médicos no Colégio de Médicos e Cirurgiões de Columbia, enquanto continuava a realizar experimentos. Inspirado pela descoberta de Oswald Avery sobre a importância do DNA, Lederberg começou a investigar sua hipótese de que, ao contrário da opinião prevalecente, as bactérias não simplesmente passar para baixo cópias exatas de informação genética, tornando todas as células de uma linhagem essencialmente clones. Depois de fazer pouco progresso na Columbia, Lederberg escreveu a Edward Tatum, mentor de pós-doutorado de Ryan, propondo uma colaboração. Em 1946 e 1947, Lederberg tirou uma licença para estudar sob a orientação de Tatum na Universidade de Yale. Lederberg e Tatum mostraram que a bactéria Escherichia coli entrou em uma fase sexual durante a qual poderia compartilhar informações genéticas por meio da conjugação bacteriana. Com esta descoberta e alguns mapeamentos do cromossomo de E. coli, Lederberg foi capaz de receber seu doutorado. da Universidade de Yale em 1947. Joshua se casou com Esther Miriam Zimmer (ela mesma uma aluna de Edward Tatum) em 13 de dezembro de 1946.
Em vez de retornar a Columbia para terminar seu curso de medicina, Lederberg optou por aceitar uma oferta de professor assistente de genética na Universidade de Wisconsin-Madison. Sua esposa Esther Lederberg foi com ele para Wisconsin. Ela recebeu seu doutorado lá em 1950.
Joshua Lederberg e Norton Zinder mostraram em 1951 que o material genético poderia ser transferido de uma cepa da bactéria Salmonella typhimurium para outra usando material viral como uma etapa intermediária. Este processo é chamado de transdução. Em 1956, M. Laurance Morse, Esther Lederberg e Joshua Lederberg também descobriram a transdução especializada. A pesquisa em transdução especializada enfocou a infecção por fago lambda de E. coli. A transdução e a transdução especializada explicaram como bactérias de diferentes espécies poderiam ganhar resistência ao mesmo antibiótico muito rapidamente.
Durante seu tempo no laboratório de Joshua Lederberg, Esther Lederberg também descobriu o fator de fertilidade F, publicando posteriormente com Joshua Lederberg e Luigi Luca Cavalli-Sforza. Em 1956, a Sociedade de Bacteriologistas de Illinois concedeu simultaneamente a Joshua Lederberg e Esther Lederberg a Medalha Pasteur, por "suas contribuições notáveis nos campos da microbiologia e da genética".
Em 1957, Joshua Lederberg fundou o Departamento de Genética Médica da Universidade de Wisconsin-Madison. Ele ocupou o cargo de professor visitante em Bacteriologia na Universidade da Califórnia, Berkeley no verão de 1950 e na Universidade de Melbourne (1957). Também em 1957, foi eleito para a Academia Nacional de Ciências.
Sir Gustav Nossa vê Lederberg como seu mentor, descrevendo-o como "rápido como um raio" e "adorando um debate robusto".